# Premilhac
Prémilhat és un municipi francès, situat al departament de l'Alier i a la regió d'Alvèrnia-Roine-Alps. L'any 2007 tenia 2.195 habitants.

## Demografia

### Població
El 2007 la població de fet de Prémilhat era de 2.195 persones. Hi havia 948 famílies de les quals 263 eren unipersonals (118 homes vivint sols i 145 dones vivint soles), 415 parelles sense fills, 247 parelles amb fills i 23 famílies monoparentals amb fills.
La població ha evolucionat segons el següent gràfic:
Habitants censats

### Habitatges
El 2007 hi havia 1.024 habitatges, 955 eren l'habitatge principal de la família, 16 eren segones residències i 53 estaven desocupats. 934 eren cases i 88 eren apartaments. Dels 955 habitatges principals, 780 estaven ocupats pels seus propietaris, 158 estaven llogats i ocupats pels llogaters i 17 estaven cedits a títol gratuït; 17 tenien una cambra, 57 en tenien dues, 122 en tenien tres, 316 en tenien quatre i 443 en tenien cinc o més. 779 habitatges disposaven pel capbaix d'una plaça de pàrquing. A 369 habitatges hi havia un automòbil i a 515 n'hi havia dos o més.

### Piràmide de població
La piràmide de població per edats i sexe el 2009 era:
| Homes | Edats   | Dones |
| ----- | ------- | ----- |
| 0     | 95 o +  | 0     |
| 8     | 90 a 94 | 12    |
| 8     | 85 a 89 | 16    |
| 16    | 80 a 84 | 8     |
| 24    | 75 a 79 | 32    |
| 68    | 70 a 74 | 72    |
| 72    | 65 a 69 | 72    |
| 76    | 60 a 64 | 64    |
| 76    | 55 a 59 | 76    |
| 84    | 50 a 54 | 132   |
| 132   | 45 a 49 | 96    |
| 88    | 40 a 44 | 72    |
| 56    | 35 a 39 | 64    |
| 24    | 30 a 34 | 24    |
| 40    | 25 a 29 | 36    |
| 48    | 20 a 24 | 44    |
| 48    | 15 a 19 | 40    |
| 72    | 10 a 14 | 56    |
| 44    | 5 a 9   | 32    |
| 24    | 0 a 4   | 32    |

## Economia
El 2007 la població en edat de treballar era de 1.345 persones, 875 eren actives i 470 eren inactives. De les 875 persones actives 794 estaven ocupades (416 homes i 378 dones) i 82 estaven aturades (46 homes i 36 dones). De les 470 persones inactives 224 estaven jubilades, 87 estaven estudiant i 159 estaven classificades com a «altres inactius».

### Ingressos
El 2009 a Prémilhat hi havia 999 unitats fiscals que integraven 2.305,5 persones, la mediana anual d'ingressos fiscals per persona era de 19.957 €.

### Activitats econòmiques
Dels 85 establiments que hi havia el 2007, 3 eren d'empreses extractives, 1 d'una empresa alimentària, 4 d'empreses de fabricació de material elèctric, 4 d'empreses de fabricació d'altres productes industrials, 16 d'empreses de construcció, 22 d'empreses de comerç i reparació d'automòbils, 2 d'empreses d'hostatgeria i restauració, 3 d'empreses financeres, 5 d'empreses immobiliàries, 7 d'empreses de serveis, 11 d'entitats de l'administració pública i 7 d'empreses classificades com a «altres activitats de serveis».
Dels 16 establiments de servei als particulars que hi havia el 2009, 1 era un taller d'inspecció tècnica de vehicles, 2 paletes, 1 guixaire pintor, 1 fusteria, 4 lampisteries, 3 electricistes, 1 empresa de construcció, 1 perruqueria i 2 restaurants.
Dels 9 establiments comercials que hi havia el 2009, 1 era un supermercat, 2 grans superfícies de material de bricolatge, 1 una fleca, 1 una botiga de roba, 3 botigues de mobles i 1 una botiga de material esportiu.
L'any 2000 a Prémilhat hi havia 19 explotacions agrícoles que ocupaven un total de 1.068 hectàrees.

## Equipaments sanitaris i escolars
El 2009 hi havia 1 farmàcia i 2 ambulàncies.
El 2009 hi havia una escola elemental.

## Poblacions més properes
El següent diagrama mostra les poblacions més properes.